# Taunus
Taunus je nizko gozdnato pogorje v nemških zveznih deželah Hessen in Porenje - Pfalška. Najvišji vrh je 878 m visok Großer Feldberg. Druga večja vrhova sta  Kleiner Feldberg (825 m) in  Altkönig (798 m).
Pogorje je znano po geotermalnih vrelcih in mineralnih vodah, ki so nekoč zelo privlačili evropsko aristokracijo. Po njem se imenuje tudi avtomobil Ford Taunus. 

## Značilnosti
Pogorje je relativno nizko, z mehko zaobljenimi gozdnatimi vrhovi. Omejujejo ga doline rek Ren,  Majna in Lahn in spada v Renski masiv. Na drugem bregu Rena se nadaljuje s pogorjem Hunsrück. 
Geografsko, ekološko in geološko se deli na tri dele:
- Prednji Taunus (Vortaunus ali Vordertaunus) na severu je zgrajen večinoma iz starih sedimentnih kamin s filitom, zelenim skrilavcem in muskovitom. Kamnine imajo zaradi vsebnosti epidota in kloritov pogosto zelen nadih.
- Visoki Taunus (Hochtaunus), osredji in najvišji del pogorja. Med kamninami se pojavljajo skrilavci, kremen in peščenjaki.
- Zadni Taunus (Hintertaunus) na zahodu sestavljajo tudi drobnjak, glinavci in muljevci.

Taunus je nastal v devonu in je zato starejši od Alp. Geološka sestava pogorja kaže, da ga je nekoč pokrivalo morje. Med najpogostejše kamnine spadajo filit, zeleni skrilavci, gnajs, skril in peščenjak.

## Zgodovina
Preko Taunusa je potekal rimski limes. V Saalburgu je restavriran rimski castellum, v katerem je muzej.
Po padcu limesa leta 259/260 so se regiji naselili Alemani, kar dokazuje nekaj njihovih pokopališč na južnih  obronkih Taunusa (Eschborn). Po bitki pri Tolbiaku (Zülpichu) okoli leta 500 je Taunus postal del frankovske zveze germanskih plemen.
V preteklih stoletjih je zaradi svojih zdravilnih vročih vrelcev postal slaven med evropskimi aristokrati. Najbolj znana zdravilišča so bila Bad Homburg vor der Höhe,  Bad Schwalbach (nekdani  Langenschwalbach), ki je omenjen že v 16. stoletju,  Bad Ems, ki je zdravilišče od 17. stoletja, in  Bad Weilbach. Trenutno so najbolj znani  Wiesbaden, Bad Homburg vor der Höhe, Bad Nauheim in Bad Soden am Taunus.